# ماسونفيل (نيويورك)
ماسونفيل (بالإنجليزية: Masonville, New York)‏ هي بلدة أمريكية تقع في الولايات المتحدة في مقاطعة ديلاوير. يقدر عدد سكانها بـ 1,320 نسمة ومساحتها 140.7 كم2 وترتفع عن سطح البحر 454 متر.